# Gigantospora
Gigantospora es un género de hongos en la familia Xylariaceae. Es un género monotípico, su única especie es Gigantospora gigaspora.